# Nenad Srećković
Nenad Srećković (Ненад Срећковић; sinh 11 tháng 4 năm 1988) là một cựu tiền vệ bóng đá người Serbia.